# Saint-Pierre-d’Entremont (Orne)
Saint-Pierre-d’Entremont település Franciaországban, Orne megyében. Lakosainak száma 659 fő (2022. január 1.). Saint-Pierre-d’Entremont Moncy, Caligny, Cerisy-Belle-Étoile és Montsecret-Clairefougère községekkel határos.

## Népesség
A település népessége az elmúlt években az alábbi módon változott:
| Lakosok száma | 720  | 712  | 710  | 687  | 677  | 668  | 660  | 659  | 659  |
|               | 2013 | 2015 | 2016 | 2017 | 2018 | 2019 | 2020 | 2021 | 2022 |